# Renault MT
Renault MT — небольшой спортивный автомобиль, выпускавшийся компанией Renault с 1923 по 1925 гг.

## Подробности

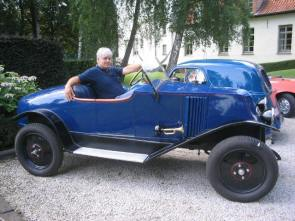
Модификация автомобиля

Renault MT был представлен в 1923 году на Парижской автомобильной выставке. Это был ответ на Citroën Type C и Peugeot Quadrillette. Разработка модели велась ателье Лабурдетт и Луи Рено параллельно с Renault KJ в качестве трёхместной спортивной альтернативы KJ в кузове «лодочный хвост». Передняя часть MT мало отличалась от KJ.
Кузов сделан почти полностью из красного дерева. У автомобиля в плане V-образный капот, разделённый надвое. Кроме того, имеется третье место (для пассажира) в задней части, так что МТ был фактически трёхместным. Интерьер отделан кожей. Еще одной своеобразной особенностью было наличие двух запасных шин, по одной на сторону. Производился до 1925 года, но уже в 1924 году появилась модель NN, а в 1925 — Renault Trefle.
Автомобиль встречается в фильме Пропавший динозавр. Также выпускалась уменьшенная копия модели.